# Brimstone Hill Fortress
Brimstone Hill Fortress (wörtlich übersetzt: Festung Schwefelberg) ist ein befestigter Küstenpunkt auf der Insel St. Kitts im Staat St. Kitts und Nevis in der Karibik. Die Festung wurde im Zeitraum von 1690 bis 1790 erbaut. Seit 1999 zählt der Brimstone Hill Fortress National Park zum UNESCO-Weltkulturerbe.

## Geschichte

### Erbauung
Der Bau des Forts begann 1690 und wurde mit Unterbrechungen über 100 Jahre lang fortgesetzt. Seine Bauweise war dafür gedacht, die einflussreichen Pflanzer und Händler in Kriegszeiten aufzunehmen. Strategisch gesehen bot Brimstone Hill zudem dem nahegelegenen Fort Charles Unterstützung und verteidigte den zwei Meilen entfernt gelegenen Wirtschaftsstandort Sandy Point mit seinem Hafen.

### Kampf der Großmächte
England und Frankreich hatten beide mit der Besetzung von St. Kitts (damals St. Christopher), das sie von 1625 bis 1713 teilten, ein Sprungbrett geschaffen, um in der Karibik Fuß zu fassen und dieses wirtschaftlich zu nutzen. 1713 wurde nach dem Abkommen von Utrecht die gesamte Insel den Briten zugesprochen.
1782 war die Insel immer noch eine profitable Kolonie. Die USA erkannten die wichtige Position von Brimstone Hill und ermutigten Frankreich, gegen ihre Kolonialmacht England anzugehen und das Fort zu erobern. Nach einem Monat der Belagerung durch 8000 Soldaten und hartem Artilleriefeuer von 62 Kanonen waren die 1000 Verteidiger gezwungen, sich zu ergeben. Ein Jahr später wurde die Insel nach dem Abkommen von Paris jedoch an England zurückgegeben. Danach wurde das Fort für ca. 15 Jahre massiv ausgebaut, so dass es den Beinamen „Gibraltar der Westindischen Inseln“ erhielt.
1852 wurde das Fort, gemeinsam mit anderen in der Karibik, aufgegeben, als sich das wirtschaftliche Interesse der Großmächte England und Frankreich nach Asien und Afrika verschob. Inventar und Gebäude wurden per Auktion versteigert.

### Wiederentdeckung
1900 erwachte das Interesse an Brimstone Hill erneut und es wurde von der Regierung ein jährliches Budget bereitgestellt, um das Fort wieder in Stand zu setzen. In den 1930er und 1940er Jahren wurden umfassende Aufräum- und Sanierungsarbeiten gestartet.
Im April 1965 wurde die Brimstone Hill Restoration Society gegründet, auf Veranlassung des Verwalters Lt. Colonel H. A. C. Howard hin. 1966 besuchte Königin Elisabeth II. mit ihrem Gatten die Anlage, wofür extra die Zufahrtsstraße gepflastert wurde. D. L. Matheson übernahm 1967 die Führung der Gesellschaft und führte im Laufe von 20 Jahren die Arbeiten weiter. 1985 wurde die Brimstone Hill Fortress National Park Society als offizieller Nachfolger der Brimstone Hill Restoration Society ernannt.

### UNESCO-Weltkulturerbe
Bei der 23. Sitzung des UNESCO-Welterbe-Komitees, die 1999 in Marokko stattfand, wurde beschlossen, den Brimstone Hill Fortress National Park in die Liste des Weltkulturerbes aufzunehmen. Am 3. und 4. Oktober 2000 fand die offizielle Einweihungszeremonie auf St. Kitts statt.
In der Beschreibung heißt es: Der Brimstone Hill Fortress National Park ist ein außergewöhnliches und gut erhaltenes Beispiel von Militärarchitektur des 17. und 18. Jahrhunderts im karibischen Umfeld. Entworfen von Briten und gebaut von afrikanischen Arbeitersklaven, ist Brimstone Hill Fortress ein Zeuge der europäischen Kolonialzeit, des afrikanischen Sklavenhandels und des Entstehens neuer Gesellschaften in der Karibik.

## Bauliche Besonderheiten
Das Fort ist der Überrest einer großangelegten Militäranlage des 18. Jahrhunderts. Die hervorstehende Zitadelle wurde gemäß dem Polygonalsystem angelegt, sie ist eines der frühesten Beispiele dieser Form des Festungsbaus. Das System zur Wasserverwertung und die Bauweise der Kasernen und anderer Bauten auf dem steilen Gelände gelten als außergewöhnliche architektonische Leistungen. Die Entwürfe stammen von britischen Armee-Ingenieuren, gebaut wurde der Großteil der Anlage jedoch von afrikanischen Sklaven.

## Geologische Lage
Der geologische Untergrund des Forts ist eine stabile Extrusion abgekühlter Lava, von Vulkanaktivitäten von vor ca. 6000 Jahren. Die aufsteigenden Lavamassen verdrängten die Kalksteinkruste des Ozeangrundes, so dass Brimstone Hill auf vulkanischem Andesit steht, umgeben von einem Rand aus Kalkstein. Die Gesteine dienten später als Baumaterial für die oberen Etagen: festes Gestein, aus dem die Blöcke geschlagen wurden, bis hin zum Kalkstein, der für den Mörtel verwendet wurde.
Der Name, der auf Deutsch „Schwefelberg“ bedeutet, beruht auf dem starken Schwefelverbindungsgeruch, der unter Wasser aus Ausbruchskanälen entsteigt.

## Galerie

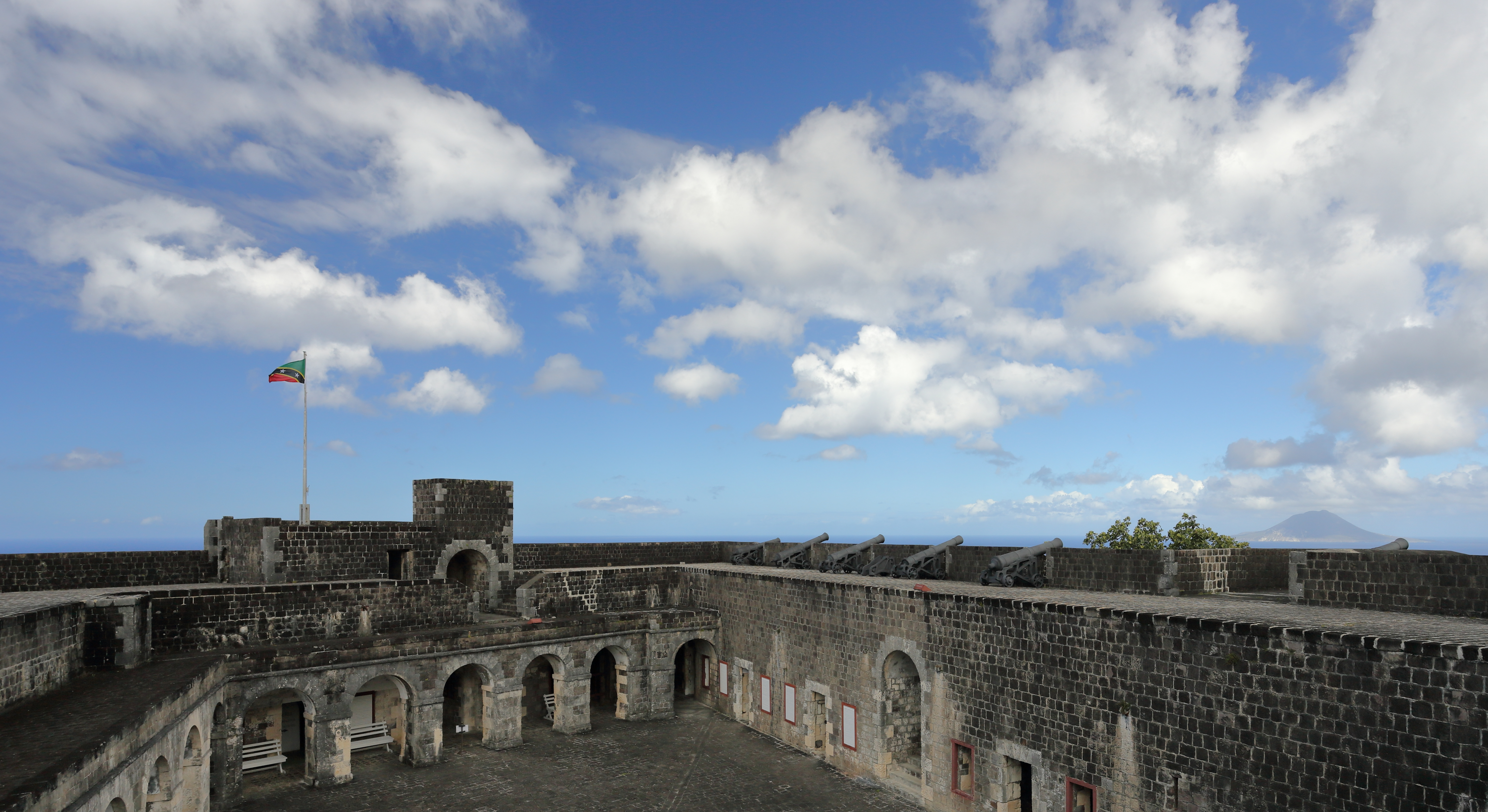
Fort-George-Zitadelle
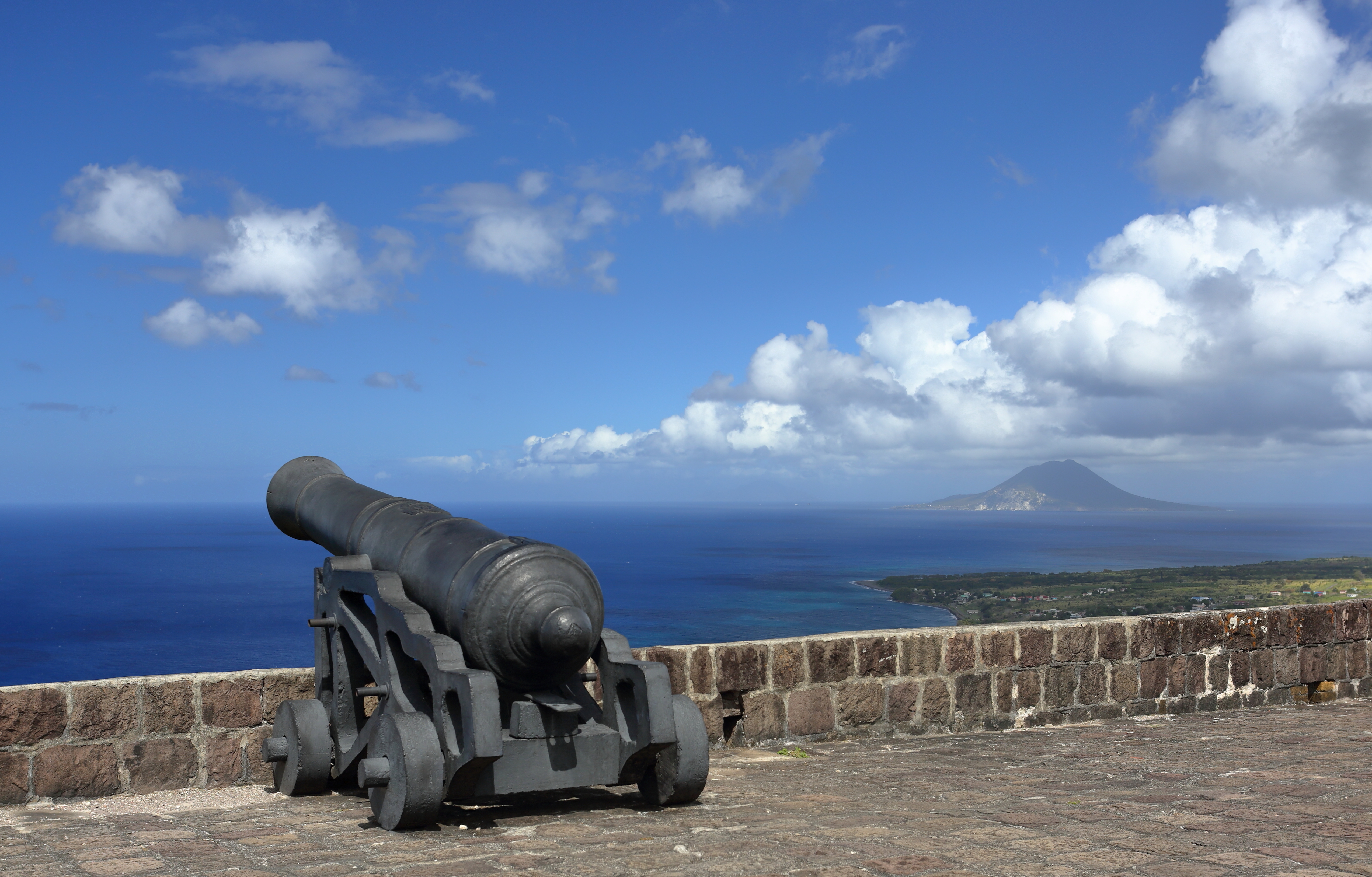
Geschütz und Blick auf Sint Eustatius
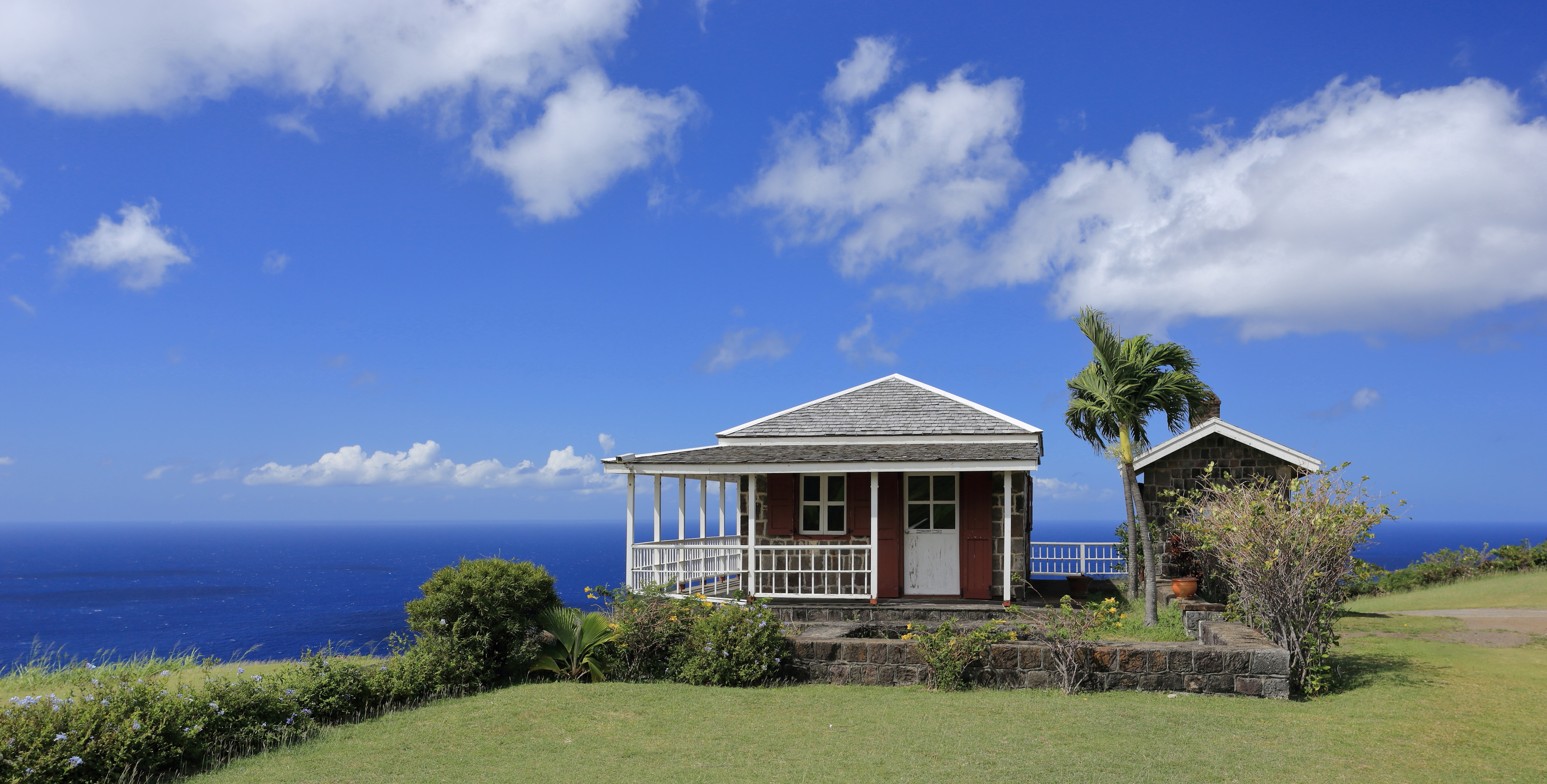
Ein Gebäude des Orientation Centres
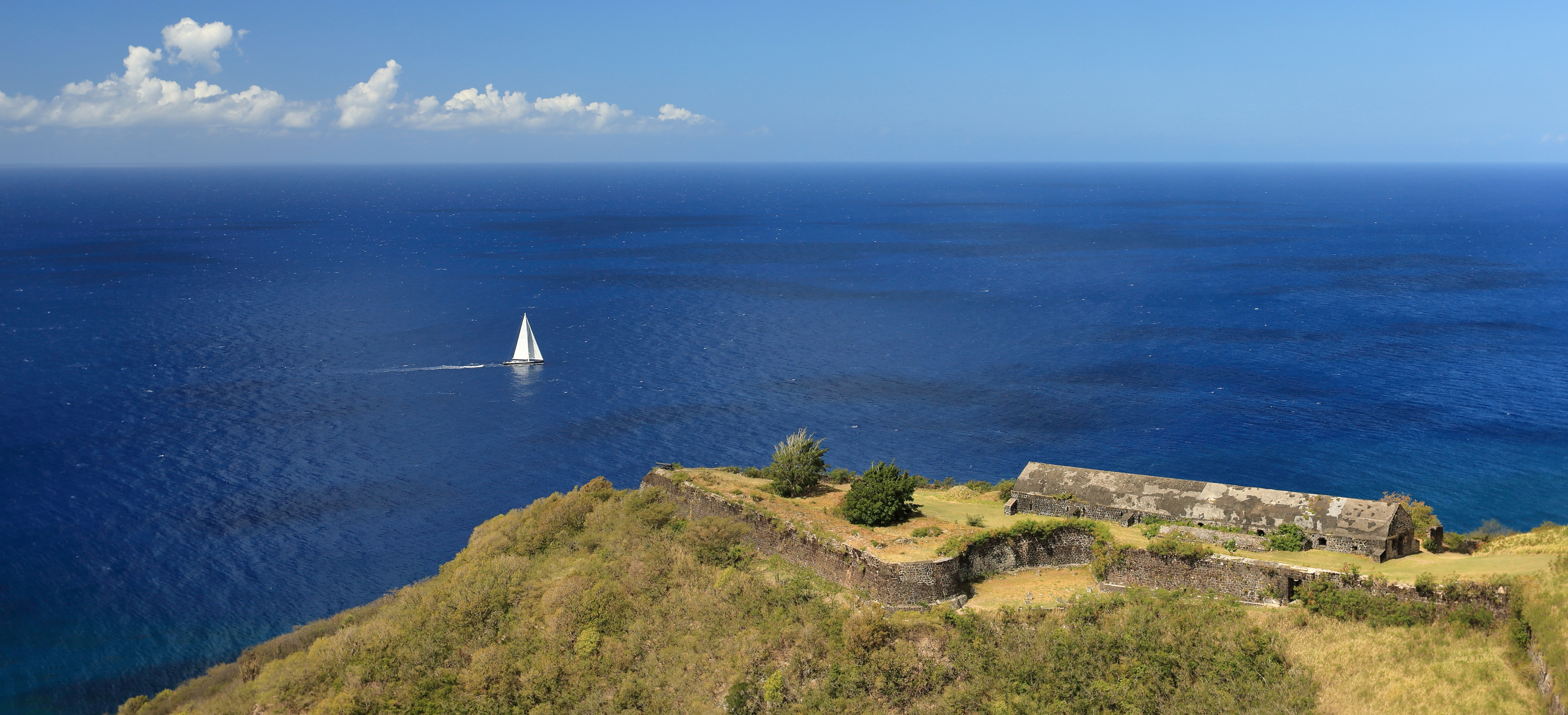
Verfallene Befestigungen